# Laelia speciosa
Laelia speciosa là một loài lan của México sống ở độ cao 1.400 m (4.593 ft) to 2.400 m (7.874 ft). Đây là loài điển hình của chi Laelia.

## Các giống
- Alba: giống có hoa hoàn toàn màu trắng.

## Hình ảnh

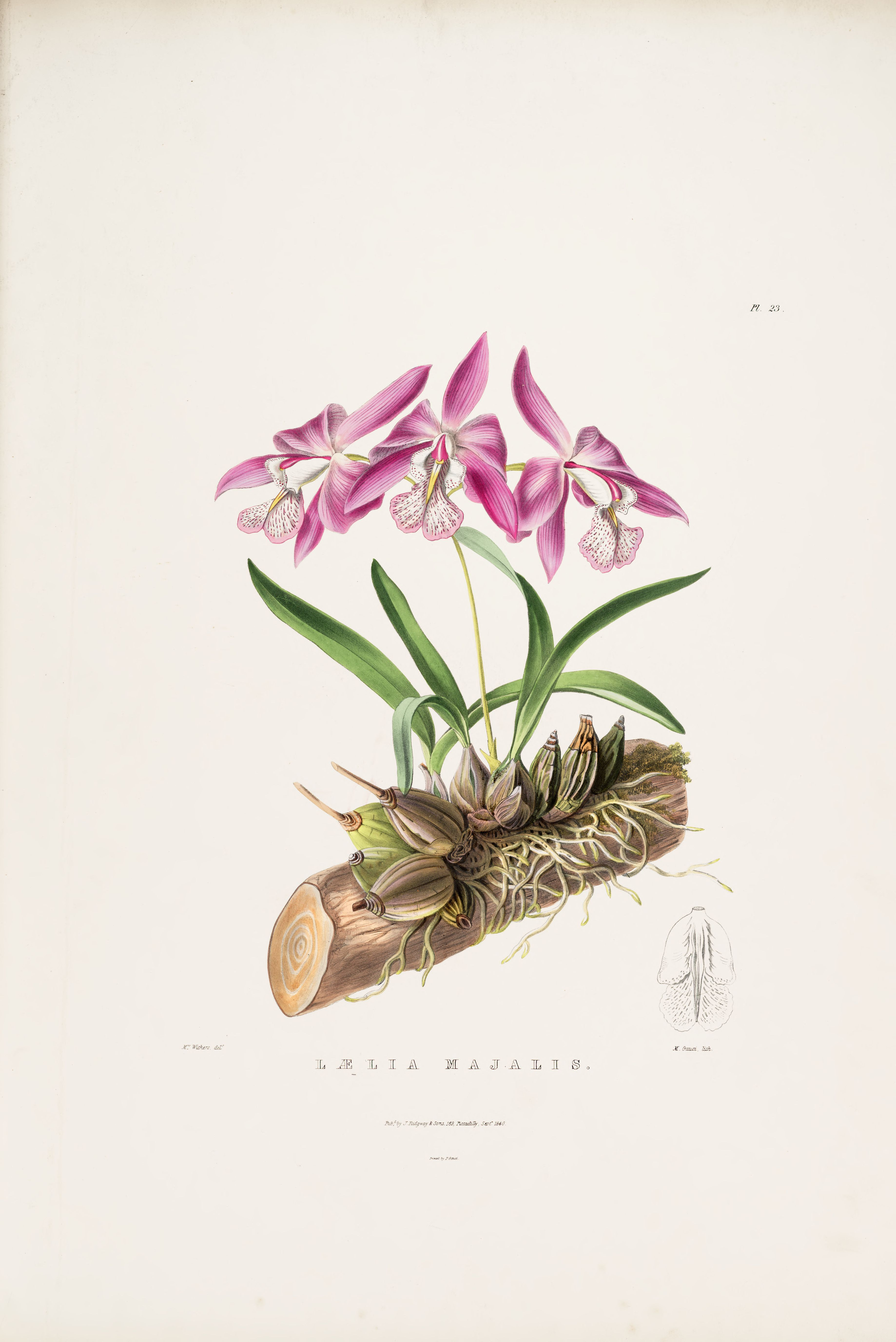
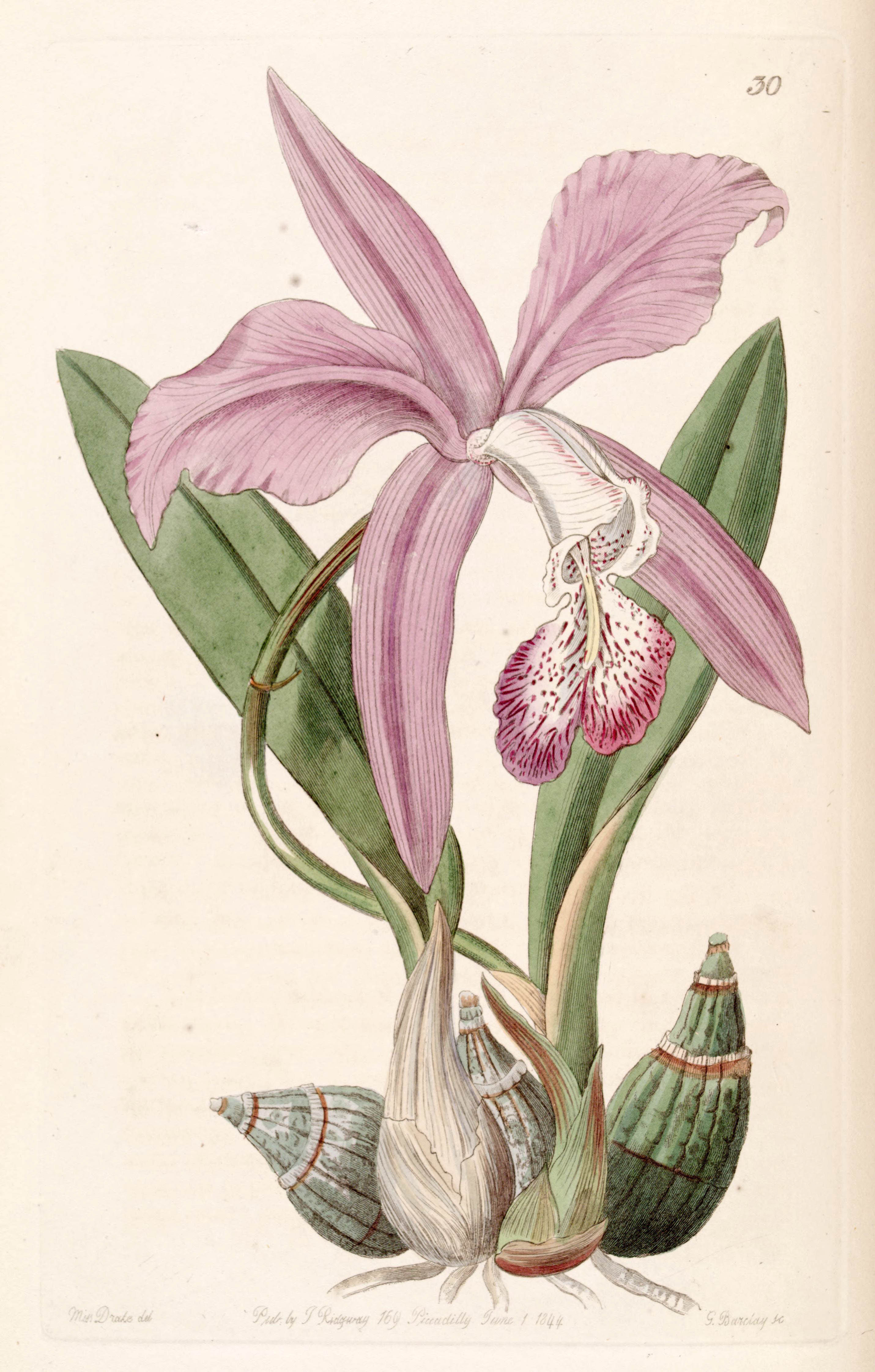
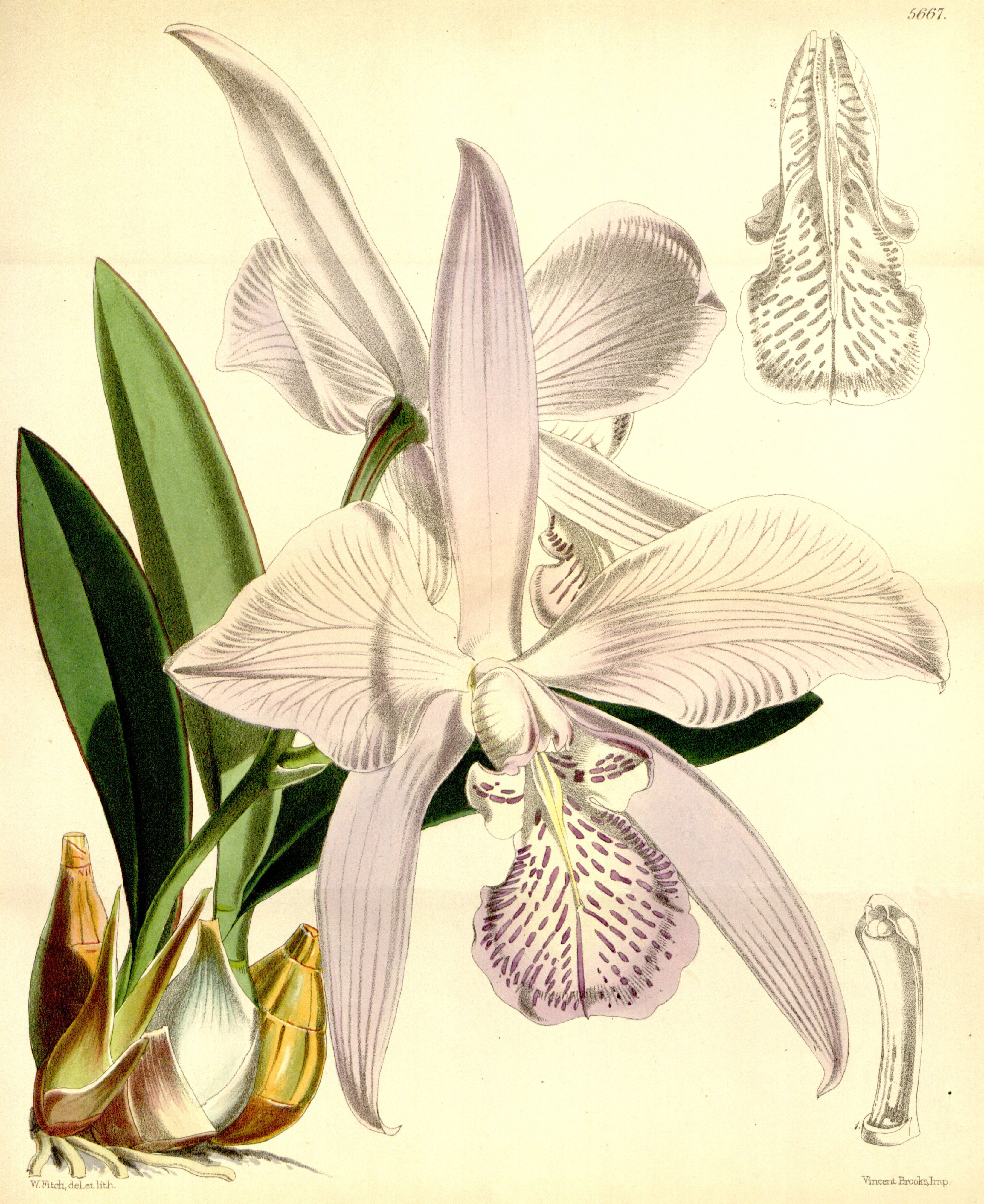
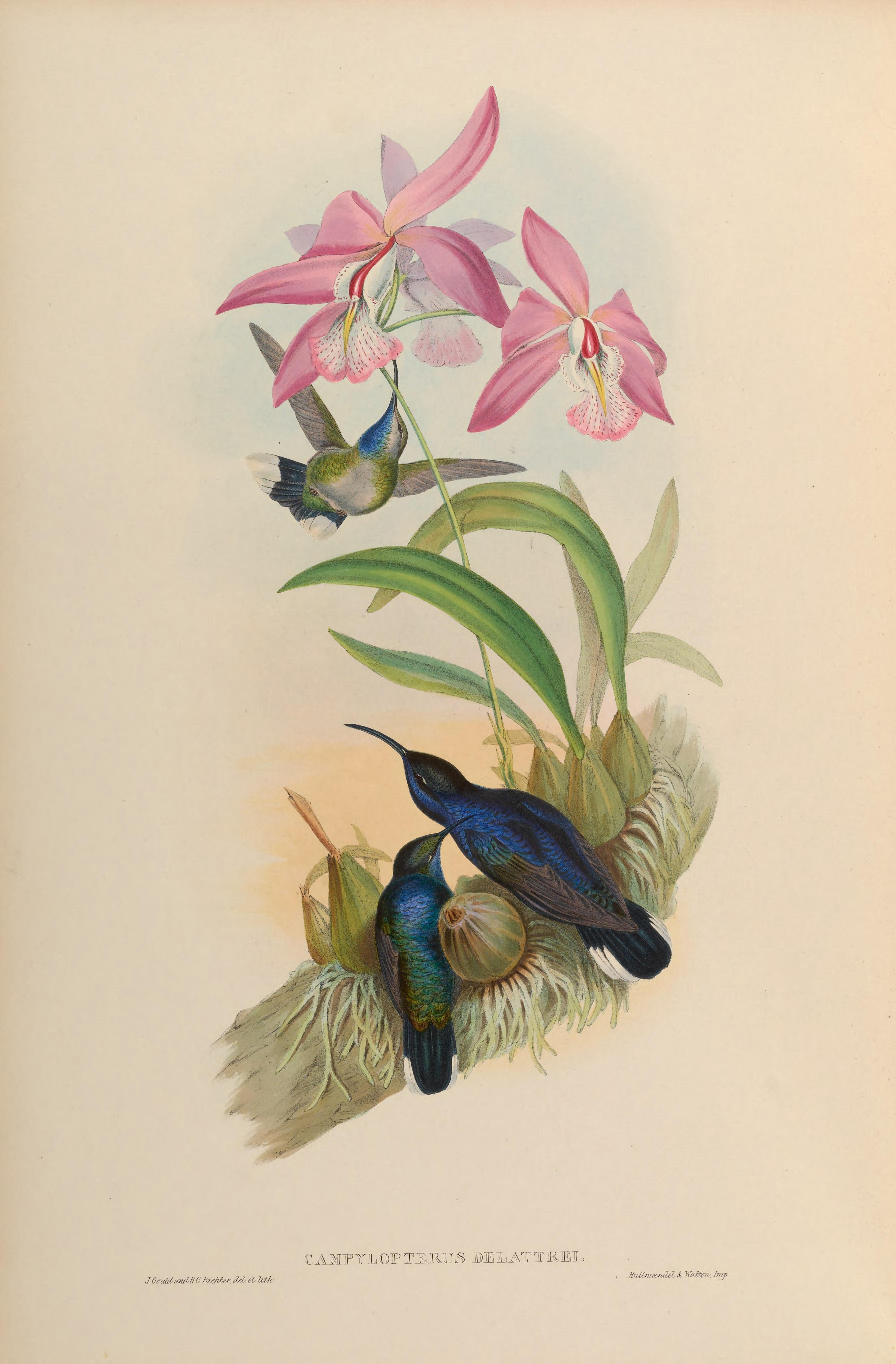